# 劉鎧
劉鎧。甘肃凉州府人，清朝政治人物，武威郡复兴农刘氏。道光二十七年（1847年）丁未科張之萬榜三甲第一百一十五名進士，與名臣张之万 - 袁绩懋 - 庞锺璐等同榜，賜同進士出身。即用直隶密云知縣。